# Ouillen
Ouillen est une commune de la wilaya de Souk Ahras en Algérie, située à environ 20 km à l'est de Souk Ahras.

## Géographie

### Situation
Le territoire de la commune d'Ouillen se situe à l'est de la wilaya de Souk Ahras.
| Ouled Driss | Ouled Driss | Khedara |
| Souk Ahras  | Ouillen     | Khedara |
| Zaarouria   | Merahna     | Merahna |

### Localités de la commune
La commune d'Ouillen est composée de vingt-huit localités :
- Aïn Battouma
- Aïn Djenane
- Aïn El Mora
- Aïn Messaouda
- Aïn Safra Remila
- Aïn Tirtri
- Aïn Youcif
- Aïn Zrad
- Berrichi
- Boukebch (chef lieu)
- Boulebch
- Bouzaroura
- Dhissa
- Derdara
- Djelida
- Draa Safir
- Etarfaya
- El Battoun
- El Ksor
- El Luiza
- El Mekimen
- Ghoumriane
- Hamman Tassa
- Henchir El Ouachaï
- Khenguet Zaouch
- Ras El Kef
- Sidi Khachine
- Takouka